# Braccato a vita
Braccato a vita è un film del 1976 diretto da Philippe Mora ed interpretato da Dennis Hopper, basato sulla vita del fuorilegge australiano Dan Morgan.